# Adolesches
Adolesches is een geslacht van kevers uit de familie  
kniptorren (Elateridae).
Het geslacht is voor het eerst wetenschappelijk beschreven in 1882 door Candèze.

## Soorten
Het geslacht omvat de volgende soorten:
- Adolesches crinita Candèze, 1881
- Adolesches crinitus Candèze, 1882